# Lysandra stefanellii
Lysandra stefanellii är en fjärilsart som beskrevs av Ruggero Verity 1904. Lysandra stefanellii ingår i släktet Lysandra och familjen juvelvingar. Inga underarter finns listade i Catalogue of Life.